# Récit d'un naufragé
Récit d'un naufragé (en espagnol : Relato de un náufrago) est une œuvre de littérature non fictionnelle de langue espagnole, écrit par le romancier, nouvelliste et journaliste colombien Gabriel García Márquez, prix Nobel de littérature en 1982.

## Résumé
En 1955, une série d'entrevues de Gabriel García Márquez avec Luis Alejandro Velasco, seul survivant de huit marins colombiens tombés à la mer du navire de guerre ARC Caldas en février 1955, est publiée dans le journal El Espectador sous forme de quatorze articles,. Ce récit est de nouveau publié en 1970 sous le titre Récit d'un naufragé. Alors que la version officielle du gouvernement prétend que les huit hommes seraient tombés à la mer au cours d'une forte tempête, Velasco confie à García Márquez que « le problème, c'est qu'il n'y a pas eu de tempête », et que les hommes sont tombés parce qu'un chargement mal arrimé d'appareils électroménagers ramenés des États-Unis (chargement qui n'avait pas sa place à bord d'un navire de guerre) s'est détaché.

## Controverse
La version des faits de Luis Alejandro Velasco, confirmée ensuite par des photographies prises par les marins à bord du Caldas, donne lieu à de fortes controverses qui se traduisent par des menaces émises contre García Márquez. Il s'agit de l'une des raisons pour lesquelles il est envoyé comme correspondant en Europe, où il écrit pour El Independiente, journal qui remplace brièvement El Espectador sous le gouvernement militaire de Gustavo Rojas Pinilla avant d'être contraint à la fermeture par les autorités.

### Ouvrages utilisés
- (en) Rubén Pelayo, Gabriel García Márquez : A Critical Companion, Westport, Conn./London, Greenwood Publishing Group, 2001, 179 p. (ISBN 0-313-31260-5)

1. ↑  p. 5
2. ↑  p. 6.

- (en) Michael Bell, Gabriel García Márquez : Solitude and Solidarity, Macmillan, 1993, 160 p. (ISBN 0-8161-8834-3)

1. ↑  p. 7

- (en) George R. McMurray, Critical Essays on Gabriel García Márquez, G.K. Hall & Co., 1987, 224 p. (ISBN 0-8161-8834-3)

1. ↑  p. 6